# Seznam premonstrátských klášterů

Znak premonstrátů

Toto je seznam premonstrátských klášterů:

## BelgieBelgie
- Opatství Floreffe
- Klášter Averbode
- Klášter Postel
- Klášter Tongerlo

## ČeskoČesko
- 1078 – Klášter Hradisko (Hradiště) v Olomouci
- 1143 – Strahovský klášter
- 1144 – Klášter Doksany
- 1145 – Klášter Olivetská hora v Litomyšli[1]
- 1149 – Louňovický klášter
- 1181 – Klášter Rosa coeli v Dolních Kounicích
- 1184 – Klášter Milevsko
- 1190 – Loucký klášter
- 1193 – Klášter Teplá u Mariánských Lázní
- 1202 – Klášter Chotěšov
- před 1209 – Zábrdovický klášter
- 1211 – Novoříšský klášter
- 1211 – Želivský klášter
- 1669 – proboštství Svatý Kopeček u Olomouce
- 1807 – Žatecký klášter (zaniklý)

## FrancieFrancie
- 1120 – Klášter Prémontré - první a mateřský klášter premonstrátů
- 1124 – Klášter svatého Martina v Laonu
- 1130 – Klášter Braine
- 1154 – Klášter Fontcaude
- 1202 – Klášter Beauport

## NěmeckoNěmecko
- Klášter Allerheiligen
- Klášter Hamborn
- Klášter Roggenburg
- Klášter Steingaden
- Klášter Windberg

## NizozemskoNizozemsko
- Klášter Mariëngaarde

## RakouskoRakousko
- Opatství Geras
- Klášter Schlägl
- Klášter Wilten

## SlovenskoSlovensko
- Jasovský klášter
- Premonstrátský klášter (Leles)